# Епізоди: Україна на Мундіалі
«ЕПІЗОДИ: Україна на Мундіалі» — український документальний фільм 2024 року компанії KNIFE! Films, який розповідає про матч Україна-Швейцарія на Чемпіонаті світу з футболу 2006 року. Прем'єра в Україні відбулась 25 квітня 2024 року. Згодом фільм з'явився в українському сегменті Netflix. Є частиною серії фільмів «Епізоди: Історії незалежної України».

## Сюжет
Фільм розповідає про важкий шлях української збірної до Чемпіонату світу з футболу. Протягом багатьох сезонів мета команди, очолюваної тренером Олегом Блохіним, залишалася недосяжною. Події до 2006 року, включаючи ключові матчі, зокрема вирішальний поєдинок між Україною та Швейцарією. У червні 2006 року вся Україна, від Львова до Луганська, підтримувала національну команду у її прагненні до перемоги. У фільмі взяли участь такі відомі футбольні діячі, як Андрій Шевченко, Олександр Шовковський, Артем Мілевський, Владислав Ващук, Віктор Вацко, Юрій Роменський тощо.

## Акторський склад
- Андрій Шевченко — у ролі самого себе
- Олександр Шовковський — у ролі самого себе
- Артем Мілевський — у ролі самого себе
- Руслан Ротань — у ролі самого себе
- Владислав Ващук — у ролі самого себе
- Сергій Федоров — у ролі самого себе
- Семен Альтман — у ролі самого себе
- Юрій Роменський — у ролі самого себе
- Віктор Вацко — у ролі самого себе
- Артем Франков — у ролі самого себе
- Ігор Циганик — у ролі самого себе
- Галина Вініченко — у ролі самого себе
- Алла Бублій — у ролі самого себе
- Дмитро Тимошенко — у ролі самого себе
- Еммануїл Ганєв — у ролі самого себе
- Олег Куриленко — у ролі самого себе
- Святослав Вакарчук — у ролі самого себе

## Знімальна група
- Режисер: Артем Григорян
- Продюсер: Максим Сердюк
- Сценарист: Вадим Переверзєв
- Оператори-постановники: Ілля Михайлусь
- Композитор: Михайло Клименко
- Звукорежисер: Дмитро Олексюк
- Режисер монтажу: Артем Григорян
- Оператор: Олександр Блєдних, Борис Борисов, Олексій Лєсков, Костянтин Посвалюк, Андрій Новак
- Лінійний продюсер: Максим Іщенко
- Продюсерка постпродакшену: Ксенія Шубеляк